# Бирмански питон
Бирманският питон (Python bivittatus), още Тъмен тигров питон, е една от шестте най-големи змии на света. Обитава големи и разнообразни територии в тропическите и субтропически части на Южна и Югоизточна Азия. Често може да бъде открит в близост до вода и понякога обитава водоеми, но може да живее и по дърветата. В дивата природа средната дължина на вида е 3,7 m, но има сведения за екземпляри, достигащи и до 5,74 m.

## Описание
Бирманските питони са тъмни на цвят змии с кафяви на цвят петна, обточени с черен кант. Шарката им е широко възприемана като особено атрактивна, което е допринесло за интереса към този вид змии както от любителите на влечуги, така и от страна на кожарската индустрия. Шарката е подобна на цвят, но различна по форма от тази на африканския скален питон (Python sebae), като често двата вида биват бъркани извън естествените им хабитати.
В диво състояние бирманския питон може да достигне средна дължина от 3,7 m, като по-необичайни са екземплярите, дълги повече от 4 m. Като цяло, екземплярите над 5 m са рядкост. Вариации на бирмански питони-джуджета са регистрирани на островите Ява, Бали и Сулавеси. На Бали достигат средна дължина от 2 m, а на Сулавеси – максимална дължина от 2,5 m.

## Географско разпростренение и хабитат
Бирманският питон се среща из цяла Южна и Югоизточна Азия, в т.ч. Източна Индия и Непал в Бирма, Западен Бутан, Югозападен Бангладеш, Мианма, Тайланд, Лаос, Камбоджа, Виетнам, северните части на Малайския полуостров, на изток в най-южните части на Китай и Хонг Конг, както и в Индонезия на островите Ява, южен Сулавеси, Бали, Ломбок и Сумбава.
Този вид питон е отличен плувец и се нуждае от постоянен източник на вода. Може да се открие в тревисти и блатисти местности, тресавища, скалисти подножия, речни долини, гористи местности и джунгли с открити сечища. Катерят се добре благодарение на развития захват на опашката.

## Поведение
Бирманските питони са основно нощни животни. В млада възраст се чувстват еднакво добре и на земята, и на дърветата, но с натрупването на телесна маса проявяват склонност за придвижване само по земята. Те са отлични плувци, като могат да останат под вода до половин час. Бирманските питони прекарват голяма част от времето си в гористи площи.
Размножават се в ранна пролет, като женските снасят люпила от по 12–36 яйца през март или април. Женската остава при яйцата докато те се излюпят, увивайки се около тях и пристягайки мускулите си така че температурата около яйцата да се повиши с няколко градуса. След като малките пробият черупката и се излюпят, майката повече не се грижи за тях. Новоизлюпените змии често остават в яйцата до първата смяна на кожата си, след което започват сами да търсят храна.

## Хранене
Като всички змии и бирманските питони са месоядни. Диетата им основно съдържа подходящи по размери птици и бозайници. Змията използва острите си насочени навътре зъби за да сграбчи плячката си, после с мускулни контракции увива тялото си около нея и я удушава. Бирманските питони често могат да се срещнат в близост до човешките местообитания, поради повишеното начие на плъхове, мишки и други вредители като източник на храна за змиите. Тъй като наред с това имат афинитете и към одомашнени птици и бозайници, бирманските питони обикновено са третирани като вредители.
В плен менюто им съдържа основно подходящи по размери плъхове, а с нарастването на възрастта може постепенно да включи и зайци и домашни птици. Особено големите питони може да се нуждаят дори от по-голяма плячка като прасета или кози, а са известни случаи на нападнати от бирмански питони алигатори и възрастни елени във Флорида, където питоните са инвазивен вид.

### Храносмилане
Храносмилателният отговор на големи по размер плячки е превърнало бирманските питони в моделен вид за физиологията на храносмилането. При нехранен питон размерите на стомаха и киселинността му са намалени, свива се нормалният обем на червата и сърцето. След поглъщане на плячката, цялата храносмилателна система на питона претърпява масивно премоделиране, характеризиращо се със скоростна хипертрофия на червата, производство на стомашни сокове и 40 процентно увеличение на сърдечните камери, необходимо да подпомогне храносмилателния процес.

## Опазване на вида
Дивата популация от бирмански питон се смята за застрашен вид и включен в Приложение II на Конвенцията за международна търговия със застрашени видове от дивата фауна и флора. Всички гигантски питони (в това число индийския питон, африканския скален питон и малайския мрежест питон) традиционно биват избивани за задоволяване на нуждите на световния пазар на кожа и народната медицината, както и улавяни за търговията с домашни любимци, особено в Китай.
През 2012 г. IUCN включва бирманския питон като „уязвим“ вид, отразявайки цялостния спад на популацията му. Важни причини за този спад са търговията на кожи, употребата на питона за храна, както и свиването на хабитата в някои височинни територии.
В Хонг-Конг бирманския притон е защитен вид по силата на Заповед 170 за защита на дивите животни.

## Отглеждане в плен
Бирманските питони често се продават като домашни любимци, което дължат на атрактивните си шарки и цветове и смятания за благ техен нрав. Тези животни обаче имат склонност рязко да наддават на дължина и при добро гледане и хранене през първата година могат да надхвърлят 2,1 m. До 4-годишна възраст достигат размерите на възрастен екземпляр, въпреки че може бавно да продължат да растат и през целия си останал живот, който може да надхвърли 20 години.
Въпреки че имат репутация на кротки животни, бирманските питони са много силни, способни да хапят тежко и дори да удушават гледачите си. Консумират големи колическа храна и поради размерите си изискват големи обезопасени терариуми, често направени по поръчка и следователно много скъпи. В резултат, някои питони биват пускани на свобода от безотговорните си стопани. По тази причина, някои юрисдикции, включително Флорида, са наложили ограничения над отглеждането на бирмански питони като домашни любимци. Нарушителите може да влязат в затвора за повече от 7 години или да бъдат глобени с 500 000 долара.
Вторичен проблем при изхранването на бирманските питони е, че много собственици на питони смятат, че ако змията се държи като гладна, трябва да бъде нахранена. Бирманските питони са опортюнисти в храненето и биха се хранили почти всеки път, когато им бъде предложена храна, и често имитират поведение като при глад дори и когато са яли. Това често води до прехранване и при бирманските питони са обичайни проблемите, свързани със затлъстяването.
Въпреки че питоните типично се страхуват от хората, заради високия им ръст в изправено положение, и като цяло отбягват срещите с хора, при отглеждането им в плен са нужни специални грижи, когато е необходимо да бъдат държани или транспортирани. Един триметров бирмански питон може лесно да убие дете, а петметров питон може да надвие и убие възрастен човек.

### Селектиране и цветови вариации
Бирманският питон бива специално развъждан заради цветовете, шарките и дължината си. Албиноската му разновидност е особено популярна и разпространена. Тригровите питони-албиноси са бели с шарки в карамелено жълто и опушено оранжев кант. Някои екземпляри са с шарки подобни на лабиринт, има такива в зелено тип „каки“, както и гранитносиви с малки ъгловати петънца.